# Wassili Alexandrowitsch Kudinow
Wassili Alexandrowitsch Kudinow (russisch Василий Александрович Кудинов; * 17. Februar 1969 in Iljinka, Sowjetunion; † 11. Februar 2017 in Astrachan, Russland) war ein russischer Handballspieler. Er war zweimal Olympiasieger, einmal mit der russischen Nationalmannschaft und einmal mit dem Vereinten Team. Kudinow verstarb sechs Tage vor seinem 48. Geburtstag.

## Verein
Der 1,95 m große und 100 kg schwere halblinke Rückraumspieler begann mit dem Handballspiel in seiner Heimat bei Dinamo Astrachan, wo er 1990 sowjetischer Meister wurde. 1992 wechselte er nach Frankreich zu US Ivry HB, mit dem er 1996 französischer Pokalsieger und 1997 Meister wurde. 1997 ging der Rechtshänder in die deutsche Handball-Bundesliga zum VfL Hameln. Im Jahr 2000 unterschrieb er beim SC Magdeburg, mit dem er Deutscher Meister wurde. Nach nur einer Saison wechselte er zum japanischen Verein Honda Suzuka, bevor er 2004 zurück nach Astrachan ging, wo er zum Abschluss seiner Karriere noch einmal das Halbfinale des EHF-Pokals erreichte.
Im Jahr 2000 wurde er als bester linker Rückraumspieler in die Jahrhundertmannschaft von US Ivry HB gewählt.

## Nationalmannschaft

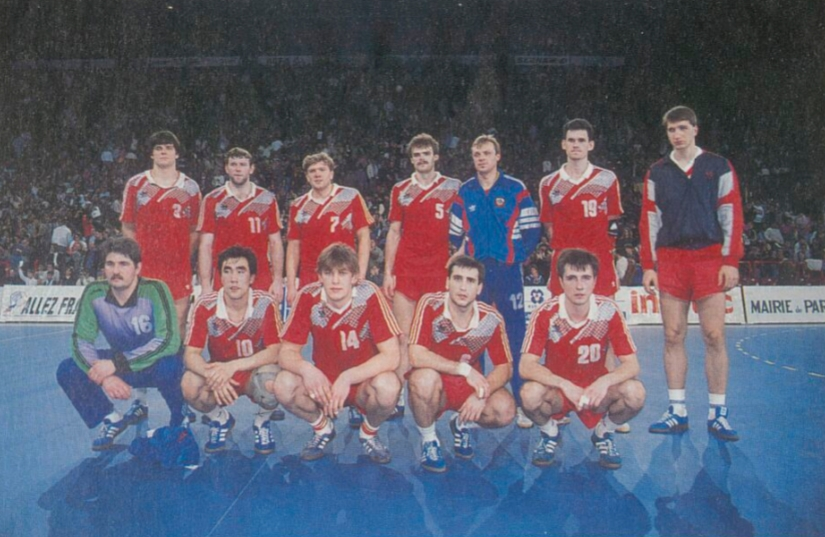
Die Auswahl der GUS beim Tournoi de Bercy 1992: Dmitri Kudinow, Michael Jakimowitsch, Serhij Bebeschko, Andrei Minevski, Alexander Minevski, Igor Wassiljew, Gennadij Chalepo (h.v.l.), Igor Tschumak, Talant Dujshebaev, Oleg Grebnew, Jurij Hawrylow, Dmitri Filippow (v.v.l.).

Kudinow gewann 1989 mit der sowjetischen Junioren-Auswahl die U-21-Weltmeisterschaft. Im Jahr 1990 gab er sein Debüt in der sowjetischen Nationalmannschaft. Mit dem Vereinten Team der Nachfolgestaaten der Sowjetunion gewann er bei den Olympischen Spielen 1992 in Barcelona die Goldmedaille.
Mit der russischen Nationalmannschaft wurde er 1993 und 1997 Weltmeister sowie 1999 Vizeweltmeister, 1996 Europameister, 1994 Vizeeuropameister und 2000 Dritter. Bei den Olympischen Spielen 2000 in Sydney gewann er seine zweite Goldmedaille, 2004 in Athen noch einmal Bronze. 1996 in Atlanta wurde er nur Fünfter.
Er war Torschützenkönig der Europameisterschaft 1994 und stand dort im All-Star-Team sowie bei den Weltmeisterschaften 1997 und 1999.

## Privates
Sein Sohn Sergei ist ebenfalls russischer Handballnationalspieler.